# ألبين مايكولسكي
ألبين مايكولسكي (بالبولندية: Albin Mikulski)‏ هو لاعب كرة قدم بولندي في مركز الهجوم، ولد في 3 يناير 1957 في Sieniawa ‏ في بولندا. لعب مع رتش شوروزو.

## وصلات خارجية
- ألبين مايكولسكي على موقع قاعدة بيانات كرة القدم.إي يو (الإنجليزية)
- ألبين مايكولسكي على موقع عالم كرة القدم.نت (الإنجليزية)